# Crna rupa
Crna rupa ili crna jama (eng. black hole) je regija prostor-vremena u kojem je velika masa zbijena u malu točku čija je gravitacijska akceleracija ili sila toliko jaka da ju ništa, niti čestice pa čak niti elektromagnetska radijacija poput svjetlosti ne može napustiti.

## Teorija
Jedna od teorija koja opisuje crne rupe je i Einsteinova Opća teorija relativnosti. Jedna od stavaka o kojoj teorija govori je da gravitacija prouzrokovana masom zakrivljuje prostor-vrijeme, te što veću masu neko tijelo ima, to mu je gravitacija veća. Crne rupe se smatraju najgušćim objektima u svemiru, stoga imaju i najveću gravitaciju.

## Fizička svojstva
Crna rupa s masom manjom od tri Sunčeve mase ne može nastati ni pod utjecajem enormnog vanjskog pritiska. Taj pritisak bi morao sabiti protone na još veću gustoću, a to u našoj spoznaji fizike nije moguće. Npr. za Sunce mase m=2×1030 kg Schwarzschildov polumjer daje 3 km, obujam takve mase je 1,13×1011 m3 i u taj prostor stane samo 3,6×1029 kg tvari gustoće protona, stoga bi se protone trebalo sabiti na pet puta veću gustoću.

## Gustoća
Masa ovisi isključivo o prosječnoj gustoći tvari. Za graničnu vrijednost se može uzeti gustoća od 22000 kg/m3, tj. najveća poznata gustoća tvari sastavljene od običnih atoma. Prema tome, crne rupe se dijele na tri skupine:
- Crne jame s većom gustoćom od granične. Npr. za gustoću protona od 3,2×1018 kg/m3, polumjer je najmanje 7 km, a masa je barem 2,43 puta veća od mase Sunca.
- Supermasivne crne rupe s manjom gustoćom od granične. Npr. za gustoću Zemlje od oko 5500 kg/m3 polumjer iznosi najmanje 170 milijuna km, a masa barem 1,15×1038 kg (58,5 milijuna puta veća od mase Sunca).
- Mini crna rupa s masom manjom od zvjezdane.

## Budućnost
Jedna od teorija je da ćemo u budućnosti moći putovati u daljnju budućnost uz pomoć crnih rupa. Prema teoriji de Sitterove precesije, tijela velike mase savijaju prostorvrijeme oko sebe. Kada bismo svemirskom letjelicom uspjeli letjeti oko crne rupe bez upada u Događajni obzor (za što su potrebne iznimno velike brzine), iskusili bismo efekt vremenske dilatacije, te bi iz naše perspektive prolazile minute, dok bi u "stvarnom vremenu" prolazile godine.

## Vanjske poveznice
- Crne jame  Arhivirana inačica izvorne stranice od 30. listopada 2005. (Wayback Machine)
- Astronomska sekcija Fizikalnog društva Split - crne rupe  Arhivirana inačica izvorne stranice od 8. ožujka 2005. (Wayback Machine)
- Super-Masivne Crne Jame
- Super-Masivna crna rupa u jezgri Messier 87 galaktike